# NGC 1691
NGC 1691 é uma galáxia espiral barrada (SB0-a) localizada na direcção da constelação de Orion. Possui uma declinação de +03° 16' 04" e uma ascensão recta de 4 horas, 54 minutos e 38,3 segundos.
A galáxia NGC 1691 foi descoberta em 15 de Dezembro de 1876 por Édouard Jean-Marie Stephan.